# Линда (Калифорнија)
Линда (енгл. Linda) насељено је место без административног статуса у америчкој савезној држави Калифорнија.

## Демографија
По попису из 2010. године број становника је 17.773, што је 4.299 (31,9%) становника више него 2000. године.
| Група             | 2000.         | 2010.         |
| Белци             | 6.670 (49,5%) | 7.944 (44,7%) |
| Афроамериканци    | 423 (3,1%)    | 722 (4,1%)    |
| Азијати           | 2.476 (18,4%) | 2.304 (13,0%) |
| Хиспаноамериканци | 2.984 (22,1%) | 5.779 (32,5%) |
| Укупно            | 13.474        | 17.773        |